# Objaw Carmana
Objaw Carmana (Objaw menisku Carmana) – uwypuklanie się do światła żołądka kontrastu znajdującego się na dnie niszy owrzodzenia żołądka. Objaw jest możliwy do zaobserwowania jedynie w dużych, płaskich niszach wrzodowych o wysokich, wałowatych krawędziach i powodowany jest uciskiem z zewnątrz na ściany owrzodzenia. 
Taki obraz radiologiczny wskazuje na raka żołądka. 
Objaw został opisany przez amerykańskiego lekarza radiologa Russella Daniela Carmana w 1917 roku.